# DUNS
El número DUNS o D-U-N-S (del inglés Data Universal Numbering System o Sistema Universal de Numeración de Datos) pertenece a un sistema desarrollado y regulado por Dun & Bradstreet (D&B) que asigna un identificador numérico único para cada entidad de negocio (sociedad, consorcio, etc.).

## Historia
Este identificador numérico se conoce como el número 'DUNS'. Fue introducido en 1963 para dar soporte a los reportes de crédito de D&B, alcanzando luego una aceptación global que lo ha convertido en un estándar. Entre sus usuarios se incluye la Comisión Europea, la Organización de las Naciones Unidas, gobiernos y empresas multinacionales. Es reconocido, recomendado y/o requerido por más de 50 asociaciones globales de industria y comercio. La base de datos DUNS tiene más de 100 millones de registros de empresas de todo el mundo.
El número DUNS está compuesto por nueve dígitos y se asigna uno por cada unidad de negocio en la base de datos de D&B. El número se asigna al azar sin esconder sus dígitos ningún significado especial. Hasta aproximadamente diciembre de 2006, el número DUNS contenía un dígito verificador para detectar errores de ingreso de datos. Esta asignación ha sido descontinuada para incrementar la cantidad de números asignables de 100 millones a 1,000 millones. Obtener un número DUNS no tiene costo alguno. Para obtener un número DUNS solicitado vía Internet, la espera suele ser de una semana (hay menciones de que puede ser tan larga como 30 días). En el caso de que se solicite por teléfono y pagando un cargo por investigación, se obtiene inmediatamente.
A diferencia de los números de identificación tributaria, el número DUNS se puede asignar a una unidad de negocio en cualquier parte del mundo. Ciertas agencias gubernamentales requieren de sus proveedores, además del número fiscal, el número DUNS. Aunque originalmente el número DUNS estaba disponible solo para organizaciones, a causa de las mencionadas exigencias ahora está disponible también para individuos.
El número DUNS permite identificar a un grupo de compañías sin relación oficial, obteniendo un número DUNS para compañías afiliadas.
El número DUNS se muestra a menudo segmentado con guiones para facilitar su lectura, como por ejemplo 12-345-6789. Usos más recientes omiten los guiones (Ej: 123456789), que es la versión actual del número DUNS de D&B).
Existen otros sistemas para numerar unidades de negocio. Por ejemplo la Red de Proveedores Internacionales (ISN por sus siglas en inglés). Sin embargo pocas, si alguna, tienen el volumen de negocios internacionales que registra el sistema DUNS.